# Anusorn Chansod
Anusorn Chansod (thailändisch อนุสรณ์ จันสด; * 4. Mai 1989 in Nakhon Ratchasima), auch als Neng bekannt, ist ein thailändischer Fußballspieler.

## Karriere
Anusorn Chansod spielte bis 2013 beim Krabi FC. Der Verein aus Krabi spielte in der dritten Liga, der Thai League 3, in der Lower Region. Hier stand er 2019 15-mal im Tor. 2020 wechselte er zum Zweitligisten Kasetsart FC nach Bangkok. Sein Zweitligadebüt gab der Torwart am 15. Februar 2020 im Auswärtsspiel gegen den Nongbua Pitchaya FC. Hier stand er in der Startelf und spielte die kompletten 90 Minuten. Das sollte auch das einzige Spiel für Nongbua gewesen sein. Ende 2020 wechselte er zum Ligakonkurrenten Samut Sakhon FC. Bei dem Verein aus Samut Sakhon stand er bis Saisonende unter Vertrag und absolvierte sechs Zweitligaspiele. Am Ende der Saison musste Samut in die dritte Liga absteigen. Nach dem Abstieg verließ er den Verein und schloss sich im Sommer 2021 dem Drittligisten Chainat United FC an. Mit dem Verein aus Chainat spielte er 35-mal in der Western Region der Liga. Zu Beginn der Saison 2023/24 wechselte er im Sommer 2023 zum in der Northern Region spielenden Maejo United FC. Am Ende der Saison 2023/24 wurde er mit dem Verein Vizemeister der Region. In den Aufstiegsspielen zur zweiten Liga konnte man sich jedoch nicht durchsetzen. Nach einer Spielzeit, in der der 16 Ligaspiele bestritt, wechselte er im Sommer 2024 wieder in die Western Region. Hier schloss er sich in Kanchanaburi dem Kanchanaburi City FC an. Nach fünf Ligaspielen wurde sein Vertrag nach der Hinrunde im Dezember 2024 nicht verlängert. Im Januar 2025 verpflichtete ihn der in der Central Region spielenden Drittligist Lopburi City FC.